# Drets del col·lectiu LGBT a Nigèria

Els drets LGBT a Nigèria són limitats i les persones lesbianes, gais, bisexuals i transsexuals a Nigèria han d'afrontar reptes legals. El país no permet el sexe entre adults que no sigui heterosexual i no reconeix cap dret al col·lectiu LGBT.
No hi ha protecció legal contra la discriminació a Nigèria, un país majoritàriament conservador de més de 170 milions d'habitants, dividit entre un nord principalment musulmà i un sud majoritàriament cristià. Molt poques persones LGTB han desvelat la seva orientació i la violència contra elles és freqüent.
L'activitat homosexual masculina i femenina hi és il·legal. El càstig màxim en els dotze estats del nord que han adoptat la Xaria és mort per lapidació. Aquesta llei s'aplica a tots els musulmans i a aquells que voluntàriament han acceptat l'aplicació dels tribunals de la Xaria. Al sud de Nigèria i sota les lleis seculars penals del nord de Nigèria, la pena màxima per a l'activitat homosexual és de 14 anys de presó. La Llei de prohibició de matrimoni unisexual criminalitza totes les formes d'unions de persones del mateix sexe.
Segons el Pew Global Attitudes Project de 2007, el 97 % dels residents de Nigèria creuen que l'homosexualitat és una forma de vida inacceptable. Era la segona taxa més alta de no acceptació als 45 països enquestats. El 2015 una enquesta d'una organització fundada per un activista homosexual nigerià amb seu a Londres va afirmar que aquest percentatge s'havia reduït fins al 87%. En aquesta enquesta de Bisi Alimi, a partir del mateix període, el percentatge de nigerians que acceptaven que les persones LGBT haurien de rebre educació, assistència sanitària i habitatge és del 30%.

## Drets LGBT

### República Federal de Nigèria

#### Codi Penal

##### Codi Criminal Federal a tots els estats del sud
Els actes sexuals entre homes són il·legals en virtut del Codi penal que s'aplica al sud de Nigèria i té una pena màxima de 14 anys de presó. Els actes sexuals entre dones no s'esmenten específicament al codi, tot i que és discutible que el terme «persona» del gènere neutre en la secció 214 del codi inclogui dones. El capítol 21 d'aquest codi proveeix en la part pertinent de la manera següent:
- Secció 214.

| « | Qualsevol persona que - (a) tingui coneixement carnal de qualsevol persona contra l'ordre de la natura; o * * * (c) permeti que una persona masculina tingui coneixement carnal d'ell o ella contra l'ordre natural; és culpable d'un delicte greu i pot ser empresonat per catorze anys. | » |

- Secció 215.

| « | Qualsevol persona que intenti cometre algun dels delictes definits en l'última secció anterior és culpable d'un delicte greu i serà sancionat per set anys de presó. L'autor no pot ser arrestat sense cap ordre judicial. | » |

- Secció 217.

| « | Qualsevol persona masculina que, en públic o privat, cometi qualsevol acte d'indecència bruta amb una altra persona masculina, o procuri que una altra persona masculina cometi cap acte d'indecència bruta amb ell o intenti procurar la comissió d'un acte d'aquest tipus per qualsevol persona amb ell mateix o amb una altra persona, ja sigui en públic o privat, és culpable de delicte i és sancionat per tres anys. L'autor no pot ser arrestat sense cap ordre judicial. | » |

##### Codi Penal Federal a tots els estats del nord
L'article 284 de la Llei de disposicions federals del Codi penal (Estats del Nord), que s'aplica a tots els estats del nord de Nigèria, estableix que:
| « | Qui tingui relacions carnals contra l'ordre natural amb qualsevol home, dona o animal, serà sancionat amb empresonament per un termini que pot estendre's fins a catorze anys i també serà responsable d'una multa.:page: 69 | » |

L'article 405 estableix que una persona masculina que es vesteixi o s'arrangi a manera d'una dona en un lloc públic o que practiqui la sodomia com a mitjà de subsistència o com a professió és un «vagabund». Segons l'article 407, la pena és de fins a un any de presó o multa, o ambdós.:page: 127
L'article 405 també estableix que un «vagabund incorregible» és «qualsevol persona que després de ser condemnat com a vagabund, cometi algun dels delictes que el faran condemnar com a tal».:page: 127 El càstig segons la Secció 408 és un màxim de dos anys de presó o multa, o ambdós.:page: 128

##### Llei xaria promulgada per determinats estats del nord
Dotze estats del nord han adoptat alguna forma de xaria als seus estatuts criminals: Bauchi, Borno, Gombe, Jigawa, Kaduna, Kano, Katsina, Kebbi, Níger, Sokoto, Yobe, i Zamfara. Les lleis penals xaria s'apliquen a aquells que voluntàriament consenten a la jurisdicció dels tribunals xaria i a tots els musulmans.:page: 45

###### Significat de sodomia
Als estats de Kaduna i Yobe, sodomia es comet per «qualsevol que tingui coit anal amb qualsevol home». Als estats de Kano i Katsina, sodomia es comet per «qualsevol que tingui relacions carnals contra l'ordre de la naturalesa amb qualsevol home o dona a través del seu recte». Als estats de Bauchi, Gombe, Jigawa, Sokoto i Zamfara, la sodomia està compromesa per «qualsevol que tingui relacions carnals contra l'ordre de la naturalesa amb qualsevol home o dona».:page: 69

###### Càstig per delicte de sodomia
Als estats de Gombe, Jigawa i Zamfara, una persona que cometi el delicte de sodomia serà castigada:
| « | (a) amb pena de cent fuetades si no està casat, i també serà sotmès a empresonament per un període d'un any; o (b) si està casat amb lapidació a mort (rajm).:page: 70 | » |

A l'estat de Kano, una persona que cometi el delicte de sodomia serà castigada:
| « | (a) amb pena de cent fuetades si no està casada, i també serà sotmès a empresonament per un període d'un any; o (b) si està casat o ha estat casat prèviament amb lapidació a mort (rajm).:page: 70 | » |

A l'estat de Bauchi, una persona que comet el delicte de sodomia "serà sancionat amb lapidació a mort (rajm) o per qualsevol altre mitjà decidit per l'estat". :page:70
Als estats de Kaduna, Katsina, Kebbi i Yobe, una persona que cometi el delicte de sodomia "serà castigada amb lapidació a mort (rajm)". :page:70
A l'estat de Sokoto, una persona que cometi el delicte de sodomia serà castigada:
| « | (a) amb lapidació a mort; (b) si l'acte és comès per un menor d'edat en una persona adulta, la persona adulta ha de ser sancionada per ta'azir que pot ampliar-se a 100 fuetades i el menor amb càstig penitenciari. :pàgina:70 | » |

A Sokoto, ta'azir significa un càstig discrecional per un delicte el càstig del qual no s'especifica». :page:53

###### Significat de lesbianisme
Als estats de Bauchi, Gombe, Jigawa, Kaduna, Kano, Katsina, Kebbi, Sokoto, Yobe i Zamfara, el lesbianisme està comès per "qualsevol, sent dona, que involucri a una altra dona en relacions carnals a través del seu òrgan sexual o mitjançant estimulació o excitació sexual d'un altre". Els estats de Bauchi, Jigawa, Katsina, Kebbi, Sokoto, Yobe i Zamfara inclouen la següent explicació oficial: "El delicte es comet per la fusió antinatural dels òrgans sexuals femenins i/o per l'ús de mitjans naturals o artificials per estimular o aconseguir satisfacció o excitació sexual.":page: 71

##### Càstig per delicte de lesbianisme
En els estats de Gombe, Jigawa, Kebbi, Sokoto, Yobe i Zamfara, una persona que comet el delicte de lesbianisme "serà castigada amb l'assotament que pot estendre's a cinquanta fuetades i, a més, serà condemnat a un terme de reclusió que pot estendre's a sis mesos".:page:71
A l'estat de Bauchi, una persona que cometi el delicte de lesbianisme "serà castigat amb assotament que pot estendre's a cinquanta fuetades i, a més, serà condemnat a un terme de presó que pot estendre's fins a cinc anys". :pàgina:71
A l'estat de Kaduna, el càstig per cometre el delicte de lesbianisme és ta'azir, que significa "qualsevol càstig no previst per hadd ni qisas".:page: 53 "Hadd" significa "càstig fixat per la llei islàmica".:page: 54 "Qisas" inclou "càstigs infligits als delinqüents per represàlies per causar mort/lesions a una persona".:page: 53
Als estats de Kano i Katsina, el càstig per cometre el delicte del lesbianisme és lapidació.:page:71

###### Significat d'indecència bruta
A l'estat de Kaduna, una persona comet un acte d'indecència bruta «en públic, exposició de la nuesa en actes públics i altres actes relacionats de naturalesa similar capaços de corrompre la moral pública». Als estats de Kano i Katsina, una persona comet un acte d'indecència bruta «per besar en públic, exposar-se a la nuesa en actes públics i altres actes relacionats de manera similar per corrompre la moral pública». A l'estat de Gombe, una persona comet un acte d'indecència bruta per cometre «qualsevol ofensa sexual contra els estàndards de comportament normals o habituals».
Els estats de Bauchi, Jigawa, Kebbi, Sokoto, Yobe i Zamfara no defineixen la indecència bruta. Les seves lleis afirmen: «Qui cometi un acte d'indecència bruta sobre la persona de l'altre sense el seu consentiment o per l'ús de la força o l'amenaça obliga una persona a unir-se a ell en la comissió d'aquest acte serà castigat». :page:71

###### Càstig per delicte d'indecència bruta
Una persona que cometi el delicte d'indecència bruta «serà sancionat amb assotament que pot estendre's a quaranta fuetades i pot ser sotmès a pena de presó per un termini no superior a un any i també pot ser sancionat».
A l'estat de Bauchi, una persona que cometi el delicte d'indecència bruta «serà sancionat amb assotament que pot estendre's a quaranta fuetades i podrà ser sotmès a empresonament per un termini no superior a set anys i també podrà ser sancionat».
A l'estat de Kaduna, el càstig per cometre el delicte d'indecència bruta és diu ta'azir, que significa «qualsevol càstig no previst per hadd o qisas».:page: 53 Hadd significa càstig fixat per la llei islàmica.:page: 54 Qisas inclou càstigs infligits als delinqüents per represàlies per causar la mort o lesions a una persona.:page: 54
A l'estat de Sokoto, una persona que comet el delicte d'indecència bruta serà sancionat «amb assotament que pot estendre's a quaranta fuetades o pot ser sotmès a empresonament per un termini no superior a un any, o ambdós, i també pot ser castigat amb una multa».:page: 71

###### Significat del vagabund i vagabund incorregible
Als estats de Bauchi, Gombe, Jigawa, Kaduna, Kano, Katsina, Kebbi, Sokoto, Yobe i Zamfara, qualsevol persona masculina que es vesteixi o estigui vestida de la moda d'una dona en un lloc públic o que practiqui la sodomia com a mitjà de subsistència o com a professió és un «vagabund». :page:127
Als estats de Kano i Katsina, qualsevol persona femenina que vesteixi o estigui vestida com un home en un lloc públic és un «vagabund».:page: 127
Als estats de Bauchi, Gombe, Jigawa, Kaduna, Kano, Katsina, Kebbi, Sokoto, Yobe i Zamfara, un «vagabund incorregible» és qualsevol persona que després de ser condemnat com a vagabund, comet qualsevol dels delictes que el faran que pugui ser condemnat com a tal de nou.:page: 127

###### Càstig per ser vagabund o vagabund incorregible
En els estats de Bauchi, Gombe, Jigawa, Katsina, Kebbi, Sokoto, Yobe i Zamfara, "qualsevol que sigui condemnat com a vagabund, serà castigat amb empresonament per un termini que pot estendre's a un any i serà responsable a assotament que pot estendre's a trenta fuetades". :page: 127
En l'estat de Kano, "qualsevol que sigui condemnat com a vagabund, serà sancionat amb empresonament per un termini que pot estendre's a vuit mesos i serà responsable d'assotament que podrà estendre's a trenta-cinc fuetades".:pàgina: 127
A l'estat de Kaduna, el càstig per ser condemnat com vagabund és ta'azir,:pàgina: 127 que significa "qualsevol càstig no previst per mitjà de hadd o qisas".:page: 53 "Hadd" significa "càstig fixat per la llei islàmica".:page: 54 "Qisas" inclou "càstigs infligits als delinqüents per represàlies per causar la mort/lesions a una persona".:page: 54
Als estats de Gombe, Jigawa, Katsina, Kebbi, Sokoto, Yobe i Zamfara, "qualsevol que sigui condemnat com un vagabund incorregible serà sancionat amb empresonament per un termini que pot estendre's a dos anys i serà responsable d'assotament que pot estendre's a cinquanta fuetades".:page: 128
A l'estat de Bauchi, "qualsevol que sigui condemnat com a vagabund incorregible serà castigat amb empresonament per un termini que pot estendre's a dos anys i serà sotmès a assotament que pot estendre's a quaranta fuetades".:pàgina: 129
En l'estat de Kano, "qualsevol que sigui condemnat com a vagabund incorregible serà sancionat amb empresonament per un termini que pot estendre's fins a un any i serà susceptible d'assotament que pot estendre's a cinquanta fuetades". :pàgina: 129
A l'estat de Kaduna, el càstig per ser condemnat com vagabund incorregible és ta'azir. :page: 129

##### Codi penal secular promulgat per determinats estats del nord

###### Activitats sexuals entre persones del mateix sexe
A l'estat de Bormo, una persona que "es dedica a ... lesbianisme, acte homosexual ... a l'Estat comet un delicte". Una persona que "tingui relacions sexuals amb una altra persona del mateix sexe serà condemnada a la pena de mort".:pages: 199-200

###### Homes que imiten les actituds de comportament de les dones
A l'estat de Kano, una persona que "sigui del gènere masculí que actuï, es comporti o es vesteixi d'una manera que imiti l'actitud de conducta de dona serà culpable d'un delicte i, després de la condemna, serà condemnat a 1 any de presó o multa de N10,000 o ambdues".:page: 202

## Reconeixement de les relacions entre persones del mateix sexe
El 18 de gener de 2007, el Consell Executiu Federal de Nigèria va aprovar la Llei de prohibició del matrimoni entre persones del mateix sexe de 2006 i la va enviar a l'Assemblea Nacional de Nigèria. per a una votació urgent. La llei, tanmateix, no va ser aprovada.
El 29 de novembre de 2011, el Senat de Nigèria va aprovar el projecte "Llei de prohibició del matrimoni homosexual de 2011". El projecte va ser aprovat el 30 de maig de 2013 per la Cambra de Diputats de Nigèria. La llei prohibeix:
- realitzar un contracte matrimonial o unió civil entre persones del mateix sexe serà "invàlid i il·legal i ... no reconeguts com a subjectes als beneficis d'un matrimoni vàlid"
- farà nul i sense efectes a Nigèria un contracte matrimonial o unió civil subscrita entre persones del mateix sexe en virtut d'un certificat expedit per un país estranger
- prohibeix la solemnització de qualsevol matrimoni o unió civil entre persones del mateix sexe "en qualsevol lloc de culte, ja sigui a l'Església o la Mesquita o en qualsevol altre lloc o qualsevol lloc de Nigèria"
- prohibeix el registre de "clubs, societats i organitzacions gais, el seu suport, processons i reunions"
- prohibeix la "presentació pública de relacions amoroses entre persones del mateix sexe directament o indirectament"
- fa que una persona que accedeixi a un contracte matrimonial o unió civil homosexual sigui condemnat a 14 anys de presó.
- fa que una persona que "registri, operi o participi en clubs, societats i organitzacions gais, o realitzi, directament o indirectament, una mostra pública de la relació amorosa amb una altra persona del mateix sexe a Nigèria" condemnable a deu anys de presó.
- fa que una persona o grup de persones que "testimoni, ajudi i ajudi a la solemnització d'un mateix matrimoni sexual o unió civil, o recolzi el registre, el funcionament i el manteniment de clubs gais, societats, organitzacions, processons o reunions a Nigèria "condemnable a 10 anys de presó
- defineix "unió civil" a efectes d'aquesta llei com a "qualsevol acord entre persones del mateix sexe que convisquin com a interlocutors sexuals i. ... inclou descripcions com ara relacions independents per a adults, associacions solidàries, associacions civils, pactes de solidaritat civil, associacions nacionals, relacions recíproques de beneficiaris, associacions registrades, relacions significatives, unions estables, etc."[10] El 13 de gener de 2014, el president de Nigèria, Goodluck Jonathan va signar la Llei, que el Parlament va aprovar el maig de 2013. La llei segueix una similar aprovada a Uganda el desembre de 2013, que imposa la cadena perpètua a alguns tipus d'actes homosexuals.

On 13 January 2014, The president of Nigeria, Goodluck Jonathan signed into law the Same-Sex Marriage Prohibition Act, which parliament passed in May 2013. The law follows a similar one passed in Uganda in December 2013, which imposes life imprisonment for some types of homosexual acts.

## Proteccions contra la discriminació
La Constitució de la República Federal de Nigèria no protegeix específicament els drets LGBT, però conté diverses disposicions que garanteixen a tots els ciutadans igualtat de drets (secció 17 (2) (a)), així com altres drets, incloent l'atenció mèdica i sanitària adequada (Secció 17 (3) (d)) i igualtat d'oportunitats en el lloc de treball (secció 17 (3) (a)).
No existeix una legislació promulgada que protegeixi contra la discriminació o l'assetjament basat en l'orientació sexual o la identitat de gènere. Cap dels partits polítics a Nigèria ha recolzat oficialment els drets LGBT. Dos dels partits polítics més reeixits de l'Assemblea Nacional, el Partit Democràtic Popular (Nigèria) i el Partit dels Pobles de Nigèria, són fortament hostils als drets LGBT. Els partits polítics més petits i més liberals també han parlat contra els drets LGBT.

## Condicions de vida
L'hostilitat pública a les relacions homosexuals està molt estesa en aquest país força conservador. Divuit homes van ser arrestats a l'agost de 2007 per la policia de l'estat de Bauchi i se'ls va acusar de "dirigir-se com a dones i vestir-se de dones, que és il·legal sota el codi penal xari'a". Originalment van ser acusats de sodomia, però els càrrecs van ser modificats després pel de vagància. Al final de 2009 el judici dels homes s'havia posposat nombroses vegades, amb cinc dels homes alliberats sota fiança i els altres 13 a la presó. Al final de 2010, tots els homes havien estat posats en llibertat sota fiança però no el 2011 encara no s'havia assolit cap resolució final del.:51
El dia 12 de setembre de 2008, quatre periòdics van publicar els noms, adreces i fotografies dels dotze membres de la casa de l'Arc de Sant Martí de l'Església de la Comunitat Metropolitana, una església comprensiva amb els LGBT a Lagos. Com a resultat, alguns membres van ser amenaçats, apedregats i colpejats. Una dona va ser atacada per onze homes. No es va adoptar cap mesura contra els responsables. El 2011, els membres de l'església i el clergat van rebre amenaces per correu electrònic, trucades telefòniques i cartes de persones desconegudes. Els grups de l'església i dels socis van cancel·lar conferències sobre drets sexuals i salut programats a Lagos i Abuja al desembre a causa de la preocupació per la seguretat dels assistents a la conferència després de la proposta del la llei prohibint el matrimoni homosexual.:p51
Algunes organitzacions a Nigèria intenten ajudar persones LGBT, com ara les Esglésies de la Comunitat Metropolitana. L'assistència a les reunions de l'església, però, és arriscada.
L'Informe de Drets Humans de 2011 del Departament d'Estat dels Estats Units diu:
| « | A causa de tabús socials estesos contra l'homosexualitat, poques persones revelaven obertament la seva orientació. Les [organitzacions no governamentals] ... Global Rights i The Independent Project van proporcionar a grups de persones lesbianes, gais, bisexuals i transsexuals (LGBT) assessorament legal i formació en defensa, responsabilitat mediàtica i consciència del VIH/SIDA. Organitzacions com Youths 2gether Network també van proporcionar accés a informació i serveis sobre salut sexual i drets per a persones LGBT, programes patrocinats per ajudar a construir habilitats útils per a la divulgació social i proporcionar refugis segurs per a persones LGBT. El govern i els seus agents no van impedir el treball d'aquests grups durant l'any.:50 | » |

El 15 d'abril de 2017, les autoritats de l'estat de Kaduna van arrestar 53 homes suposadament per conspirar per assistir a un casori homosexual. Els advocats dels detinguts van rebutjar l'acusació i van contrarestar que els homes havien assistit a una festa d'aniversari. Els activistes locals de drets humans van afirmar que les detencions eren un intent d'extorsió. Els detinguts van ser acusats de conspiració, assemblea il·legal i pertànyer a una societat il·legal. L'estat de Lagos va arrestar 42 homes per homosexualitat a l'agost de 2017.

### L'ambaixador de Nigèria davant les opinions de l'ONU
En un comunicat amb data del 19 de setembre de 2006, l'ambaixador nigerià davant les Nacions Unides, Joseph Ayalogu, va declarar: «La noció que les execucions per delictes com l'homosexualitat i lesbianisme [són] ... excessius és judicialment més que objectiu. El que pot ser vist per alguns com una penalització desproporcionada en aquests delictes greus i pot ser vist com a conducta odiosa per altres com un càstig apropiat i just.»

## Taula resum
| Activitat sexual legal amb el mateix sexe                     | (pena: pena de mort als estats amb xaria; 14 anys als altres estats) |
| Mateixa edat de consentiment                                  | No                                                                   |
| Lleis antidiscriminació a la feina                            | No                                                                   |
| Lleis antidiscriminació en la prestació de béns i serveis     | No                                                                   |
| Matrimoni del mateix sexe                                     | No                                                                   |
| Lleis antidiscriminació en el discurs de l'odi i la violència | No                                                                   |
| Reconeixement de les parelles del mateix sexe                 | No                                                                   |
| Adopció de fillastres per parelles del mateix sexe            | No                                                                   |
| Adopció conjunta per parelles del mateix sexe                 | No                                                                   |
| Prestació de servei militar per gais i lesbianes              | No                                                                   |
| Dret legal a canviar de gènere                                | No                                                                   |
| Accés a la fecundació in vitro per lesbianes                  | No                                                                   |
| Subrogació comercial per a parelles d'homes homosexuals       | No                                                                   |
| Permís per donar sang als MSMs                                | No                                                                   |